# Giovanni Reyna
Giovanni Alejandro Reyna (* 13. listopadu 2002 Sunderland) je americký fotbalový ofenzivní záložník. Od roku 2019 působí v německé Borussii Dortmund. Oba jeho rodiče se věnovali fotbalu, jeho otcem je Claudio Reyna, za jehož působení v Anglii se Giovanni Reyna narodil.

## Klubová kariéra
Reyna debutoval v Bundeslize 18. ledna 2020 proti Augsburgu a ve věku 17 let a 66 dnů se stal nejmladším Američanem, který v Bundeslize nastoupil (předchozí rekord držel Christian Pulišić). První gól za Dortmund vstřelil 4. února 2020 v utkání osmifinále DFB-Pokalu proti Werderu Brémy, když v 78. minutě překonal brankáře Pavlenku, k postupu do ale nestačilo, Dortmund prohrál 2:3. Dne 16. května 2020 měl poprvé nastoupit v základní sestavě do Revierderby proti Schalke, zranil se ale v předzápasové rozcvičce.

## Osobní život
Otec Claudio ho pojmenoval po svém spoluhráči z Rangers Giovannim van Bronckhorstovi. Je z fotbalové rodiny, jeho matka je Danielle Eganová, bývalá americká reprezentantka a jeho otcem je Claudio Reyna, bývalý hráč Rangers, Sunderlandu (během jeho působení zde se Giovanni narodil) nebo Manchesteru City.
Je způsobilý k reprezentování USA, Portugalska, Anglie a Argentiny, v rozhovoru pro Sports Illustrated z 5. března 2020 ale uvedl, že chce reprezentovat pouze Spojené státy.